# 486170 Zolnowska
486170 Zolnowska este o planetă minoră (asteroid) din centura de asteroizi. A fost descoperită pe 10 decembrie 2012 la  de Michał Żołnowski⁠(d). 
Obiectul prezintă o orbită caracterizată de o semiaxă mare de 2,5408212742032 UAi, o excentricitate de 0,24, o înclinație de 6,7 ° în raport cu ecliptica.